# Antonio Simonelli
Antonio Simonelli (... – 1871) è stato un politico italiano.

## Biografia
Ricoprì per due mandati l'incarico di gonfaloniere del comune di Pisa.
Fu padre di quattro figlie e di tre figli: Cesare, magistrato, Tommaso, avvocato e sindaco di Pisa, e Ranieri, architetto e deputato del Regno d'Italia.
Morì nel 1871.